# 鄒新和
鄒新和（1909年1月29日—2001年），臺灣桃園縣平鎮市（今桃園市平鎮區）人，企業家，國泰人壽創辦人之一，捐錢在家鄉設立圖書館。

## 商業生涯
鄒新和幼時住於平鎮庄金雞湖東勢字，在四兄弟排行第四。八歲，他進入明德書房就學三年，此後家貧未能繼續升學。十一歲時，至雜貨店工作，常挑擔石炭、雜貨、糖鹽往返於大溪、中壢等地。1929年，經布行老板介紹，與大稻埕林森治結婚，育七男三女。之後，他擔任採購布疋代表，常赴廈門等地推銷販賣台灣出品的布疋兼收帳。
戰後時期，鄒新和在臺北市沅陵街開設和興行，獨自經營事業，數年後相繼成立和興紙器廠、和興食品行、和興罐頭食品百貨行、新竹牧場等等獨資事業。1962年，他與蔡萬春、蔡萬霖昆仲，創辦國泰人壽保險公司，並擔任董事廿餘年。

## 歷年榮耀
鄒新和在事業有成之後，經常回饋社會。1967年12月10日，好人好事表揚運動推行委員會，發表新竹牧場經理的鄒新和捐贈巨款為貧民施醫贈藥的事蹟。1969年6月6日，台北市政府建設局選拔模範不二價商店，表揚鄒新和在台北市衡陽路卅八號開設的和興食品。1984年11月12日，中華文化復興大會，表揚鄒新和為好人好事。1996年6月6日，蘆竹鄉南興社區活動中心舉行的桃園縣八十五年度社區觀摩會，表揚鄒新和為推行熱心公益有功人員。

## 紀念建物
原先已有十六年的東勢社區活動中心因多處鐵架腐朽不堪使用，東勢社區發展協會理監事會議提議一座內有停車場、圖書館及社教班教室的活動中心，由省議員陳進祥、縣議員林長松、謝彰文、葉步來、莊順興等人爭取補助款新台幣一千零六十萬元。當時鄒新和特地捐贈二千七百餘萬元，以幫助活動中心在二筆公有地和相連建安宮廟地闢地興建。市公所為感謝其善行，打造一尊鄒新和銅像安放在紀念圖書館前。1996年1月1日由縣長劉邦友及該市市長莊玉光主持開幕當天，地方安排鄒新和銅像揭綵及社區表演活動外，立委吳克清及陳省議員等人致贈牌匾給八十七高齡的鄒新和。
2001年鄒新和去世後，2003年農曆正月初八，鄒振榕等子孫百餘人在其紀念圖書館舉行一次冥誕紀念活動。鄒振榕在2001年7月邀集家族成員籌組鄒新和教育基金會，頒發獎學金給平鎮學生，如2014年就在此館以每人五千元頒發獎助學金給兩百五十名國中、國小學子。該館啟用十多年來外觀及內裝略顯老舊，市長鄭文燦於2017年4月19日前來會勘時，表示社會局已編列六百六十萬元進行整修。